# Parcours initiatique
Pour les articles homonymes, voir Parcours.
Un parcours initiatique est une série d'épreuves morales ou physiques suivie par une jeune personne qui lui apportent une plus grande maturité.
Le parcours initiatique est un thème qui se retrouve en littérature, comme dans les romans d'apprentissage L'Alchimiste de Paulo Coelho et Une Vie de Maupassant ou encore dans le conte philosophique Candide de Voltaire. Il se retrouve aussi dans le cinéma, comme dans la saga Star Wars de George Lucas et la saga Pirates des Caraïbes et dans le film historique Barry Lyndon de Stanley Kubrick.
Il est aussi fréquent dans les mythes et légendes et est un thème particulièrement bien adapté aux scénarios d'un jeu vidéo, construit sur la base de parcours et d'épreuves, comme pour la série Final Fantasy. Le parcours initiatique est au bac de français.